# Dogtown
Dogtown (lett. "città del cane"), è una zona di West Los Angeles chiamata così negli anni sessanta. Si estende da Santa Monica sud, a Venice fino al Pacific Ocean Park. In pratica si tratta di tre spiagge confinanti e i quartieri più vicini al mare.
Si tratta di una zona molto vicina a Beverly Hills e a Hollywood, ma non è nemmeno lontanamente ricca come le due citate. Anzi, negli anni '50 era piuttosto malfamata.

## Storia
Nel 1952 il visionario sindaco di Venice volle realizzare un suo grande sogno: vedere sorgere la sua città come una nuova Venezia americana. Si costruirono impalcature, si montarono luci al neon per le strade, si costruì un enorme parco giochi su un pontile, chiamato Pacific Ocean Park. Le spiagge di Venice non erano mai state così gremite.
Poi negli anni '60 avvenne la catastrofe: i piloni di legno del pontile cedettero e l'intero parco venne quasi affondato. Così, i piloni sfasciati e altamente pericolosi vennero abbandonati su spiagge ormai deserte.
Tra la fine degli anni '60 e l'inizio dei '70 nella zona si formò il celebre gruppo di surfisti e skater Z-Boys.
Dogtown ancora oggi non è la spiaggia ideale per i turisti.